# Riva Valdobbia
Riva Valdobbia je italská obec v provincii Vercelli v oblasti Piemont.
K 31. prosinci 2011 zde žilo 256 obyvatel.

## Sousední obce
Alagna Valsesia, Campertogno, Gressoney-La-Trinité (AO), Gressoney-Saint-Jean (AO), Mollia, Rassa, Rima San Giuseppe